# Південний полюс Місяця

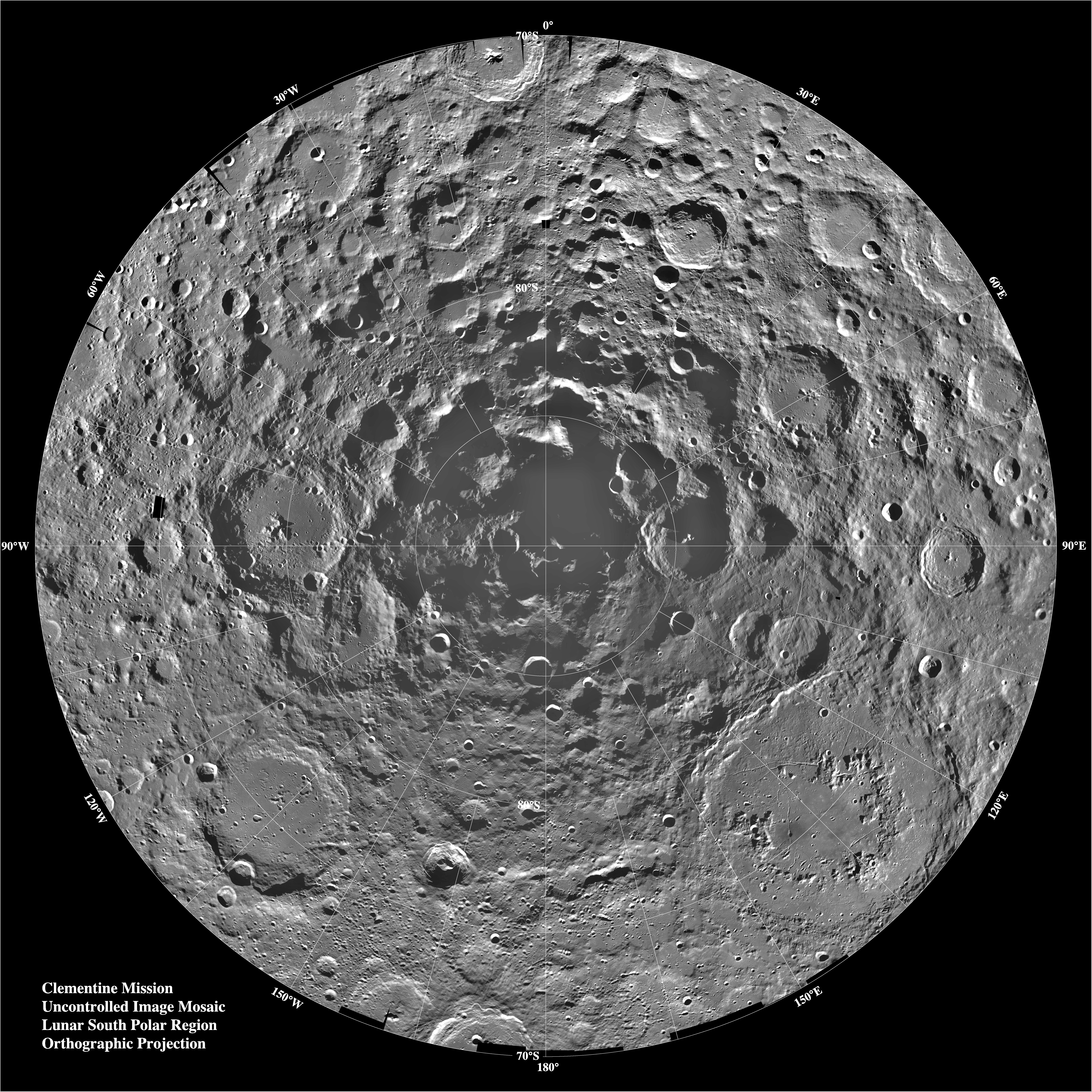
Південний полярний регіон Місяця (>70° пд. ш.): колаж з ~1500 знімків, зроблених космічним апаратом Clementine

90° пд. ш. 0° сх. д. / 90° пд. ш. 0° сх. д.
Південний полюс Місяця — найпівденніша точка на Місяці, на 90° південної широти. Він становить особливий інтерес для вчених через виникнення водяного льоду в постійно затінених ділянках навколо нього. В районі південного полюса Місяця є кратери, що унікальні тим, що сонячне світло не потрапляє всередину. Такі кратери є холодними пастками, які містять викопні рештки водню, водяного льоду та інших летких речовин, що датуються раннім періодом розвитку Сонячної системи.

## Географія
Південний полюс Місяця розташований у центрі полярного антарктичного кола (від 80° пд. ш. до 90° пд. ш.). Південний полюс Місяця змістився на 5 градусів від свого початкового положення мільярди років тому. Це зміщення змінило вісь обертання Місяця, що дозволило сонячному світлу досягти раніше затінених ділянок, але на південному полюсі все ще є ділянки, на які не потрапляє світло. І навпаки, полюс також містить ділянки з постійним впливом сонячного світла. У районі південного полюса є багато кратерів і басейнів, таких як басейн Південний полюс — Ейткен, який є однією з найбільш фундаментальних особливостей Місяця, і гір, таких як пік Епсилон на висоті 9 050 км, вищий за будь-яку гору, знайдену на Землі. Температура на південному полюсі в середньому становить приблизно 260 К (-13 °C; 8 °F).

### Кратери
Полюс, визначений віссю обертання Місяця, знаходиться в межах кратера Шеклтон. Найближчі до південного полюса Місяця кратери Де Герлаш, Свердруп, Шумейкер, Фаустіні, Гаворт, Нобіле і Кабео.

## Відкриття

### Освітлення
На південному полюсі Місяця є область з кратерами, що піддаються майже постійному сонячному освітленню, проте внутрішні частини кратерів постійно затінені від сонячного світла. Освітлення цієї області було вивчено за допомогою цифрових моделей високої роздільної здатності, створених на основі даних, отриманих за допомогою Місячного розвідувального орбітального апарата. Поверхня Місяця також може відбивати сонячний вітер у вигляді енергійних нейтральних атомів. В середньому 16 % цих атомів складають протони, що варіюється в залежності від місця розташування. Ці атоми створили інтегральний потік розсіяних назад атомів водню через відбиту кількість плазми, яка існує на поверхні Місяця. Вони також показують межу ліній і магнітну динаміку в областях цих нейтральних атомів на поверхні Місяця.

### Холодні пастки
Холодні пастки є одними з важливих місць на південному полюсі Місяця з точки зору можливих відкладень водяного льоду та інших летких речовин. Холодні пастки можуть містити воду і лід, які походять від комет, метеоритів і відновлення заліза, викликаного сонячним вітром. За допомогою експериментів і аналізів зразків вчені змогли підтвердити, що холодні пастки дійсно містять лід. У цих холодних пастках також було виявлено гідроксил. Відкриття цих двох сполук призвело до фінансування місій, що зосереджуються в першу чергу на полюсах Місяця з використанням інфрачервоного виявлення в глобальному масштабі. Лід залишається в цих пастках через теплову поведінку Місяця, яка контролюється теплофізичними властивостями, такими як розсіяне сонячне світло, теплове повторне випромінювання, внутрішнє тепло і світло, що випромінюється Землею.

### Магнітна поверхня
На Місяці є ділянки, де кора намагнічена. Це явище відоме, як магнітна аномалія через залишки металевого заліза, яке було залишене імпактором, що утворив басейн Південний Полюс — Ейткен (SPA basin). Однак концентрація заліза, яке, як вважається, знаходиться в басейні, не була присутня на картах, оскільки воно могло знаходитися занадто глибоко в корі Місяця, щоб його можна було виявити за допомогою карт. Або магнітна аномалія викликана іншим фактором, який не пов'язаний з властивостями металу. Висновки виявилися неадекватними через невідповідності між картами, які використовувалися, а також через те, що вони не змогли виявити величину магнітних коливань на поверхні Місяця.